# Chvanor
Chvanor (avar.: Хьван гӏор [Chvan or]) v překladu Koňská řeka, místně Uqʼo ẽxe [Uko eche] v překladu Velká řeka je ústřední vodní tok oblasti Bežta v Dagestánu Ruské federaci, která na soutoku s řekou Džurmut u obce Ancuch vytvaří Avarské Kojsu. Vzniká soutokem řek Chzanor a Balakuri před obcí Běžta. Má délku 29 km. Protéká hlubokými údolími v bystřinném režimu proudění. Je dotován v jarních měsících táním sněhu a v létě přívalovými dešti. Nejmenší průtok je v měsíci únoru. Je minimálním způsobem regulován. Má dva hlavní přítoky – pravostranný přítok Simbirischevi a levostranný přítok Žekada.